# Deutschland sucht den Superstar/Staffel 3

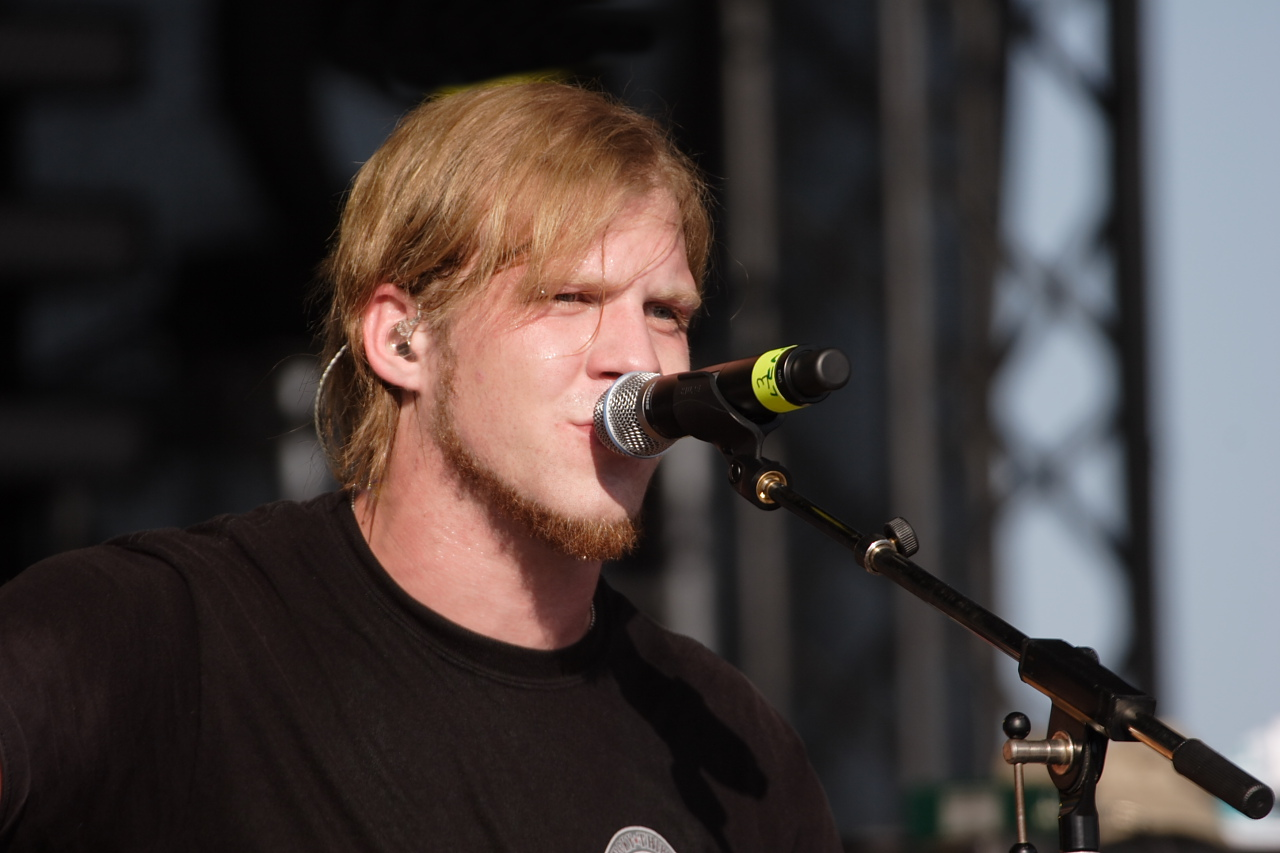
Tobias Regner, der Sieger der dritten Staffel

Die dritte Staffel der deutschen Gesangs-Castingshow Deutschland sucht den Superstar wurde vom 16. November 2005 bis zum 18. März 2006 ausgestrahlt. Die bisherigen Moderatoren wurden von Tooske Ragas und Marco Schreyl abgelöst. Das Magazin zur Sendung wurde von Nina Moghaddam und David Wilms moderiert. Die Jury wurde auf drei Personen verkleinert, und überwiegend neu besetzt; neben Dieter Bohlen bewerteten Sylvia Kollek und Heinz Henn die Kandidaten.
Das Finale bestritten Mike Leon Grosch, der von der Anhebung der Altersgrenze von 26 auf 28 Jahre profitierte, und Tobias Regner, der sich knapp durchsetzen konnte.

## Hintergrund
Von Mitte Juli bis Ende September 2005 wurden etwa 14.000 Bewerber gecastet. Die Ausstrahlung der dritten Staffel begann am 6. November 2005 um 20:15 Uhr und wurde bis Jahresende 2005 zweimal pro Woche ausgestrahlt. Bis dahin wurden aus allen Bewerbern 120 Teilnehmer in einen zweitägigen Recall in das Theater des Westens in Berlin eingeladen. Zunächst verließen 60 Teilnehmer, nach dem zweiten Recall-Tag weitere 40 Teilnehmer die Show. Die 20 verbliebenen Teilnehmer, zu gleichen Teilen Frauen und Männer, zogen in die Top 20-Shows ein. Ab Januar 2006 wurden dann die Mottoshows samstags um 21:15 Uhr gesendet, in denen sich die verbliebenen zehn Kandidaten präsentierten.

## Einschaltquoten
Nach der zur Primetime ausgestrahlten Hauptsendung am Samstag wurde Upps! – Die Pannenshow gesendet, bevor gegen 22:15 Uhr die Entscheidungsshow von DSDS lief. Die Mittwochssendungen hatten eine Länge von 60 Minuten, wurden gefolgt von Stern TV, welche wiederum für die Ausstrahlung der Entscheidung unterbrochen wurde. Die Finalfolge wurde am 18. März 2006 ab 21:15 Uhr ausgestrahlt.
Nach der Entscheidungsshow wurde eine von Frauke Ludowig moderierte Exclusiv-Spezialsendung Die Nacht der Superstars gesendet. Diese sahen insgesamt 2,86 Millionen Zuschauer (29,6 Prozent Marktanteil) und 1,98 Zuschauer in der Gruppe der 14- bis 49-Jährigen (35,0 Prozent Marktanteil).
Eine unvollständige Auflistung gemessener Einschaltquoten und Marktanteile veranschaulicht die folgende Tabelle:
| Datum                                                  | Zuschauer | Zuschauer       | Marktanteil | Marktanteil     | Quelle        |
| Datum                                                  | Gesamt    | 14 bis 49 Jahre | Gesamt      | 14 bis 49 Jahre | Quelle        |
| ------------------------------------------------------ | --------- | --------------- | ----------- | --------------- | ------------- |
| 16. November 2005 (Mittwoch)                           | 5,65 Mio. | 3,71 Mio.       | 16,4 %      | 26,4 %          | [ 8 ]         |
| 19. November 2005 (Samstag)                            | 5,93 Mio. | 3,78 Mio.       | 19,2 %      | 31,1 %          | [ 9 ]         |
| 23. November 2005 (Mittwoch)                           | 6,26 Mio. | –               | 18,6 %      | 30,5 %          | [ 10 ]        |
| 7. Dezember 2005 (Mittwoch)                            | 5,66 Mio. | 4,24 Mio.       | 17,4 %      | 29,7 %          | [ 11 ]        |
| 19. Dezember 2005 (Samstag)                            | 4,61 Mio. | 3,05 Mio.       | –           | –               | [ 12 ]        |
| 28. Dezember 2005 (Mittwoch)                           | 4,65 Mio. | 3,20 Mio.       | 13,8 %      | 23,7 %          | [ 5 ]         |
| 28. Januar 2006 (Samstag, Dritte Mottoshow)            | –         | 4,01 Mio.       | –           | –               | [ 13 ]        |
| 28. Januar 2006 (Samstag, Die Entscheidung, 23:45 Uhr) | –         | –               | –           | 36,5 %          | [ 14 ]        |
| 4. Februar 2006 (Samstag, Vierte Mottoshow)            | 5,71 Mio. | 3,76 Mio.       | 17,4 %      | 28,1 %          | [ 13 ]        |
| 4. Februar 2006 (Samstag, Die Entscheidung)            | 3,75 Mio. | 2,49 Mio.       | 18,8 %      | 26,3 %          | [ 14 ]        |
| 11. Februar 2006 (Samstag, Fünfte Mottoshow)           | 6,09 Mio. | 3,94 Mio.       | 18,9 %      | 30,5 %          | [ 15 ]        |
| 11. Februar 2006 (Samstag, Die Entscheidung)           | 5,09 Mio. | 3,39 Mio.       | –           | 37,3 %          | [ 15 ]        |
| 18. Februar 2006 (Samstag, Sechste Mottoshow)          | 6,34 Mio. | –               | –           | 29,8 %          | [ 16 ]        |
| 18. Februar 2006 (Samstag, Die Entscheidung)           | 4,99 Mio. | 3,08 Mio.       | –           | 34,1 %          | [ 16 ] [ 17 ] |
| 25. Februar 2006 (Samstag, Sechste Mottoshow)          | 5,35 Mio. | 3,26 Mio.       | –           | 27,6 %          | [ 17 ]        |
| 25. Februar 2006 (Samstag, Die Entscheidung)           | 4,58 Mio. | 2,97 Mio.       | 28,2 %      | 36,6 %          | [ 17 ]        |
| 11. März 2006 (Samstag, Halbfinale)                    | 5,87 Mio. | 3,73 Mio.       | 18,8 %      | 28,2 %          | [ 18 ]        |
| 11. März 2006 (Samstag, Die Entscheidung)              | 5,61 Mio. | 3,59 Mio.       | 32,2 %      | 39,9 %          | [ 18 ]        |
| 18. März 2006 (Samstag, Finale)                        | 7,04 Mio. | 4,44 Mio.       | 22,9 %      | 34,5 %          | [ 6 ]         |

## Kandidaten der Mottoshows
| Platz | Kandidat                                       | Ausgeschieden am | Motto                                                     |
| ----- | ---------------------------------------------- | ---------------- | --------------------------------------------------------- |
| 1.    | Tobias Regner                                  | Gewinner         | Finale Lied nach Wahl, Staffel- Highlight und Siegertitel |
| 2.    | Mike Leon Grosch                               | 18. März         | Finale Lied nach Wahl, Staffel- Highlight und Siegertitel |
| 3.    | Vanessa Jean Dedmon                            | 11. März         | Kuschelrock                                               |
| 4.    | Nevio Passaro                                  | 25. Februar      | Soul                                                      |
| 5.    | Didi Knoblauch (nachgerückt für S. Darnstaedt) | 18. Februar      | Nummer-eins-Hits                                          |
| 6.    | Anna-Maria Zimmermann                          | 11. Februar      | Lovesongs                                                 |
| 7.    | Daniel Muñoz                                   | 4. Februar       | Big Band                                                  |
| 8.    | Lena Hanenberg                                 | 21. Januar       | Rock Classic                                              |
| –     | Stephan Darnstaedt                             | 20. Januar       | freiwilliger Rücktritt                                    |
| 9.    | Daria 'Dascha' Semcov                          | 14. Januar       | Hits der 80er                                             |
| 10.   | Carolina Escolano                              | 7. Januar        | Greatest Hits                                             |

## Mottoshows und Resultate
| Grafische Darstellung der Platzierungen                                                                                             |
| --- |
| |
| Anmerkung: Stephan Darnstaedt trat nach Mottoshow 2 zurück. Ab Mottoshow 3 ersetzte Didi Knoblauch den zurückgetretenen Darnstaedt. |

|          | Mottoshow 1 Die größten Hits aller Zeiten | Mottoshow 2 80er Jahre     | Mottoshow 3 Rock Classic         | Mottoshow 4 Big Band | Mottoshow 5 Lovesongs | Mottoshow 6 Nr. 1 Hits | Mottoshow 7 Soul | Mottoshow 8 Kuschelrock | Mottoshow 9 Finale: Wahllied; Staffel-Highlight; Siegertitel |
| -------- | ----------------------------------------- | -------------------------- | -------------------------------- | -------------------- | --------------------- | ---------------------- | ---------------- | ----------------------- | ------------------------------------------------------------ |
| Platz 1  | Vanessa 35,1 %                            | Tobias 28,9 %              | Didi 20,0 % (Ersatz für Stephan) | Mike Leon 23,9 %     | Mike Leon 21,8 %      | Tobias 28,3 %          | Mike Leon 30,3 % | Tobias 59,2 %           | Tobias 54,6 %                                                |
| Platz 2  | Nevio 13,3 %                              | Vanessa 15,7 %             | Mike Leon 19,7 %                 | Vanessa 17,4 %       | Vanessa 20,2 %        | Nevio 27,0 %           | Tobias 28,9 %    | Mike Leon 23,7 %        | Mike Leon 45,4 %                                             |
| Platz 3  | Mike Leon 13,1 %                          | Mike Leon 12,2 %           | Tobias 15,2 %                    | Anna-Maria 14,3 %    | Didi 18,8 %           | Mike Leon 17,1 %       | Vanessa 20,9 %   | Vanessa 17,1 %          |                                                              |
| Platz 4  | Tobias 08,7 %                             | Stephan 12,1 % (Rücktritt) | Vanessa 11,0 %                   | Tobias 13,6 %        | Nevio 17,4 %          | Vanessa 15,6 %         | Nevio 19,8 %     |                         |                                                              |
| Platz 5  | Stephan 06,8 %                            | Nevio 11,2 %               | Anna-Maria 10,7 %                | Didi 13,5 %          | Tobias 11,1 %         | Didi 12,0 %            |                  |                         |                                                              |
| Platz 6  | Dascha 05,8 %                             | Anna-Maria 07,5 %          | Nevio 10,5 %                     | Nevio 11,5 %         | Anna-Maria 10,7 %     |                        |                  |                         |                                                              |
| Platz 7  | Anna-Maria 05,7 %                         | Lena 04,5 %                | Daniel 06,5 %                    | Daniel 05,9 %        |                       |                        |                  |                         |                                                              |
| Platz 8  | Daniel 04,7 %                             | Daniel 04,2 %              | Lena 06,4 %                      |                      |                       |                        |                  |                         |                                                              |
| Platz 9  | Lena 03,5 %                               | Dascha 03,5 %              |                                  |                      |                       |                        |                  |                         |                                                              |
| Platz 10 | Carolina 03,4 %                           |                            |                                  |                      |                       |                        |                  |                         |                                                              |

### Erste Top-20-Show
Die erste Top-20-Show fand am 14. Dezember 2005 statt. Markus Derwall, Luca Krykon und Julian Kasprzik hatten die wenigsten Anrufe und sind somit ausgeschieden.
|  | Startnr. | Name               | Interpret, Lied                                               | Bemerkung     | Platzierung |
|  | -------- | ------------------ | ------------------------------------------------------------- | ------------- | ----------- |
|  | 01       | Nevio Passaro      | Ronan Keating – When You Say Nothing at All                   | weiter        | 1 (24,80 %) |
|  | 02       | Mike Leon Grosch   | George Michael & Elton John – Don’t Let the Sun Go Down on Me | weiter        | 2 (21,19 %) |
|  | 03       | Stephan Darnstaedt | Backstreet Boys – Anywhere for You                            | weiter        | 7 0(5,04 %) |
|  | 04       | Tobias Regner      | Chad Kroeger – Hero                                           | weiter        | 5 0(9,95 %) |
|  | 05       | Didi Knoblauch     | Michael Bolton – When a Man Loves a Woman                     | weiter        | 4 (10,44 %) |
|  | 06       | Luca Krykon        | Richard Marx – Right Here Waiting                             | ausgeschieden | 9 0(1,95 %) |
|  | 07       | Markus Derwall     | Ricky Martin – Private Emotion                                | ausgeschieden | 8 0(4,78 %) |
|  | 08       | Julian Kasprzik    | O-Town – All or Nothing                                       | ausgeschieden | 10 (1,44 %) |
|  | 09       | Fabian Behnisch    | Bryan Adams – Heaven                                          | weiter        | 6 0(8,46 %) |
|  | 10       | Daniel Muñoz       | Take That – How Deep Is Your Love                             | weiter        | 3 (11,95 %) |

### Zweite Top-20-Show
Die zweite Top-20-Show fand am 17. Dezember 2005 statt. Kurz vor der Sendung rückte Meri Voskanian für Lena Reifers in die Show nach, die ihre Teilnahme zurückzog. Angelika Wolf, Selina Mateo und Laura Holstermann schieden aus.
|  | Startnr. | Name                  | Interpret, Lied                         | Bemerkung     | Platzierung |
|  | -------- | --------------------- | --------------------------------------- | ------------- | ----------- |
|  | 01       | Shary Osman           | Alicia Keys – If I Ain’t Got You        | weiter        | (–)         |
|  | 02       | Anna-Maria Zimmermann | The Pointer Sisters – I’m So Excited    | weiter        | (–)         |
|  | 03       | Angelika Wolf         | No Doubt – Don’t Speak                  | ausgeschieden | (–)         |
|  | 04       | Dascha Semcov         | Joana Zimmer – I Believe                | weiter        | (–)         |
|  | 05       | Lena Hanenberg        | Sister Sledge – We Are Family           | weiter        | (–)         |
|  | 06       | Selina Mateo          | Christina Aguilera – Beautiful          | ausgeschieden | (–)         |
|  | 07       | Carolina Escolano     | LeAnn Rimes – Can’t Fight the Moonlight | weiter        | (–)         |
|  | 08       | Laura Holstermann     | Toni Braxton – Un-Break My Heart        | ausgeschieden | (–)         |
|  | 09       | Meri Voskanian        | Shola Ama – You Might Need Somebody     | weiter        | (–)         |
|  | 10       | Vanessa Jean Dedmon   | Faith Hill – There You’ll Be            | weiter        | (–)         |

### Dritte Top-20-Show
Die dritte Top-20-Show fand am 21. Dezember 2005 statt. Fabian Behnisch und Didi Knoblauch hatten die wenigsten Zuschauerstimmen.
|  | Startnr. | Name               | Interpret, Lied                            | Bemerkung     | Platzierung |
|  | -------- | ------------------ | ------------------------------------------ | ------------- | ----------- |
|  | 01       | Mike Leon Grosch   | Bon Jovi – Bed of Roses                    | weiter        | (–)         |
|  | 02       | Didi Knoblauch     | Simply Red – If You Don’t Know Me by Now   | ausgeschieden | (–)         |
|  | 03       | Fabian Behnisch    | Elton John – Can You Feel the Love Tonight | ausgeschieden | (–)         |
|  | 04       | Nevio Passaro      | The Beatles – Yesterday                    | weiter        | (–)         |
|  | 05       | Tobias Regner      | Metallica – Nothing Else Matters           | weiter        | (–)         |
|  | 06       | Daniel Muñoz       | Son By Four – Purest of Pain               | weiter        | (–)         |
|  | 07       | Stephan Darnstaedt | Lionel Richie – Hello                      | weiter        | (–)         |

### Vierte Top-20-Show
Die vierte Top-20-Show fand am 28. Dezember 2005 statt. Meri Voskanian und Shary Osman mussten die Show verlassen.
|  | Startnr. | Name                  | Interpret, Lied                                           | Bemerkung     | Platzierung |
|  | -------- | --------------------- | --------------------------------------------------------- | ------------- | ----------- |
|  | 01       | Meri Voskanian        | Roberta Flack – Killing Me Softly                         | ausgeschieden | (–)         |
|  | 02       | Shary Osman           | Kate Winslet – What If                                    | ausgeschieden | (–)         |
|  | 03       | Lena Hanenberg        | Christina Aguilera, Pink, Lil’ Kim & Mýa – Lady Marmalade | weiter        | (–)         |
|  | 04       | Vanessa Jean Dedmon   | Sarah Connor – Living to Love You                         | weiter        | (–)         |
|  | 05       | Dascha Semcov         | Sarah McLachlan – Angel                                   | weiter        | (–)         |
|  | 06       | Carolina Escolano     | Gloria Estefan – Get on Your Feet                         | weiter        | (–)         |
|  | 07       | Anna-Maria Zimmermann | Roxette – It Must Have Been Love                          | weiter        | (–)         |

### Erste Mottoshow
Die erste Mottoshow hatte den Titel Greatest Hits und fand am 7. Januar 2006 statt. Carolina Escolano musste die Show verlassen.
|  | Startnr. | Name                  | Interpret, Lied                      | Bemerkung     | Platzierung |
|  | -------- | --------------------- | ------------------------------------ | ------------- | ----------- |
|  | 01       | Mike Leon Grosch      | Patrick Swayze – She’s Like the Wind | weiter        | 3 (13,1 %)  |
|  | 02       | Anna-Maria Zimmermann | Gloria Gaynor – I Will Survive       | weiter        | 7 0(5,7 %)  |
|  | 03       | Daniel Muñoz          | Enrique Iglesias – Hero              | weiter        | 8 0(4,7 %)  |
|  | 04       | Carolina Escolano     | Jennifer Lopez – Let’s Get Loud      | ausgeschieden | 10 (3,4 %)  |
|  | 05       | Lena Hanenberg        | LeAnn Rimes – How Do I Live          | weiter        | 9 0(3,5 %)  |
|  | 06       | Tobias Regner         | Hoobastank – The Reason              | weiter        | 4 0(8,7 %)  |
|  | 07       | Dascha Semcov         | Alannah Myles – Black Velvet         | weiter        | 6 0(5,8 %)  |
|  | 08       | Stephan Darnstaedt    | Michael Jackson – You Are Not Alone  | weiter        | 5 0(6,8 %)  |
|  | 09       | Nevio Passaro         | Elton John – Your Song               | weiter        | 2 (13,3 %)  |
|  | 10       | Vanessa Jean Dedmon   | Whitney Houston – Run to You         | weiter        | 1 (35,1 %)  |

### Zweite Mottoshow
Die zweite Mottoshow der dritten Staffel Hits der 80er fand am 14. Januar 2006 statt. Dascha Semcov schied aus der Show aus.
|  | Startnr. | Name                  | Interpret, Lied                             | Bemerkung     | Platzierung |
|  | -------- | --------------------- | ------------------------------------------- | ------------- | ----------- |
|  | 01       | Anna-Maria Zimmermann | Katrina and the Waves – Walking on Sunshine | weiter        | 6 0(7,3 %)  |
|  | 02       | Daniel Muñoz          | Phil Collins – Another Day in Paradise      | weiter        | 8 0(4,2 %)  |
|  | 03       | Lena Hanenberg        | Diana Ross – Upside Down                    | weiter        | 7 0(4,5 %)  |
|  | 04       | Dascha Semcov         | The Bangles – Manic Monday                  | ausgeschieden | 9 0(3,9 %)  |
|  | 05       | Nevio Passaro         | The Police – Every Breath You Take          | weiter        | 5 (11,2 %)  |
|  | 06       | Tobias Regner         | Prince – Purple Rain                        | weiter        | 1 (28,9 %)  |
|  | 07       | Mike Leon Grosch      | Huey Lewis & the News – The Power of Love   | weiter        | 3 (12,2 %)  |
|  | 08       | Vanessa Jean Dedmon   | Cyndi Lauper – Time After Time              | weiter        | 2 (12,2 %)  |
|  | 09       | Stephan Darnstaedt    | Alphaville – Forever Young                  | weiter        | 4 (12,1 %)  |

### Dritte Mottoshow
Stephan Darnstaedt verkündete wenige Tage vor der Liveshow, den Wettbewerb freiwillig zu verlassen. Didi Knoblauch, der in der dritten Top-20-Show ausgeschieden war, rückte nach. Die dritte Mottoshow Rock Classics fand am 21. Januar 2006 statt. Lena Hanenberg erhielt die wenigsten Anrufe und schied aus.
|  | Startnr. | Name                  | Interpret, Lied                                 | Bemerkung     | Platzierung |
|  | -------- | --------------------- | ----------------------------------------------- | ------------- | ----------- |
|  | 01       | Lena Hanenberg        | Alanis Morissette – Ironic                      | ausgeschieden | 8 0(6,4 %)  |
|  | 02       | Nevio Passaro         | Bryan Adams – (Everything I Do) I Do It for You | weiter        | 6 (10,5 %)  |
|  | 03       | Daniel Muñoz          | Toto – Hold the Line                            | weiter        | 7 0(6,5 %)  |
|  | 04       | Anna-Maria Zimmermann | Tina Turner – The Best                          | weiter        | 5 (10,7 %)  |
|  | 05       | Mike Leon Grosch      | Gary Moore – Still Got the Blues                | weiter        | 2 (19,7 %)  |
|  | 06       | Vanessa Jean Dedmon   | Avril Lavigne – Knockin’ on Heaven’s Door       | weiter        | 4 (11,0 %)  |
|  | 07       | Didi Knoblauch        | Europe – The Final Countdown                    | weiter        | 1 (20,0 %)  |
|  | 08       | Tobias Regner         | Bon Jovi – It’s My Life                         | weiter        | 3 (15,2 %)  |

### Vierte Mottoshow
Die vierte Mottoshow mit dem Titel Big Band wurde am 4. Februar 2006 ausgestrahlt. Daniel Muñoz konnte nicht genügend Zuschauer von sich überzeugen und schied aus dem Wettbewerb aus.
|  | Startnr. | Name                  | Interpret, Lied                                    | Bemerkung     | Platzierung |
|  | -------- | --------------------- | -------------------------------------------------- | ------------- | ----------- |
|  | 01       | Anna-Maria Zimmermann | Marilyn Monroe – Diamonds Are a Girl’s Best Friend | weiter        | 3 (14,3 %)  |
|  | 02       | Nevio Passaro         | Michael Bublé – Feeling Good                       | weiter        | 6 (11,5 %)  |
|  | 03       | Daniel Muñoz          | Michael Bublé – Quando, quando, quando             | ausgeschieden | 7 0(5,9 %)  |
|  | 04       | Tobias Regner         | Frank Sinatra – Fly Me to the Moon                 | weiter        | 4 (13,6 %)  |
|  | 05       | Didi Knoblauch        | Robbie Williams – Beyond the Sea                   | weiter        | 5 (13,5 %)  |
|  | 06       | Vanessa Jean Dedmon   | Judy Garland – Over the Rainbow                    | weiter        | 2 (17,4 %)  |
|  | 07       | Mike Leon Grosch      | Frank Sinatra – I Get a Kick Out of You            | weiter        | 1 (23,9 %)  |

### Fünfte Mottoshow
Die fünfte Mottoshow stand unter dem Motto Lovesongs und fand am 11. Februar 2006 statt. Ausgeschieden ist an diesem Abend Anna-Maria Zimmermann.
|  | Startnr. | Name                  | Interpret, Lied                           | Bemerkung     | Platzierung |
|  | -------- | --------------------- | ----------------------------------------- | ------------- | ----------- |
|  | 01       | Tobias Regner         | Joshua Kadison – Jessie                   | weiter        | 5 (11,1 %)  |
|  | 02       | Anna-Maria Zimmermann | Rednex – Wish You Were Here               | ausgeschieden | 6 (10,7 %)  |
|  | 03       | Didi Knoblauch        | The Righteous Brothers – Unchained Melody | weiter        | 3 (18,8 %)  |
|  | 04       | Nevio Passaro         | Eros Ramazzotti – Se bastasse una canzone | weiter        | 4 (17,4 %)  |
|  | 05       | Mike Leon Grosch      | Seal – Love’s Divine                      | weiter        | 1 (21,9 %)  |
|  | 06       | Vanessa Jean Dedmon   | Mariah Carey – Hero                       | weiter        | 2 (20,2 %)  |

### Sechste Mottoshow
Die sechste Mottoshow der 3. Staffel vom 18. Februar 2006 hieß Nummer 1 Hits. Didi Knoblauch ist ausgeschieden.
|  | Startnr. | Name                | 1. Interpret, Lied                                                   | 2. Interpret, Lied                       | Bemerkung     | Platzierung |
|  | -------- | ------------------- | -------------------------------------------------------------------- | ---------------------------------------- | ------------- | ----------- |
|  | 01       | Didi Knoblauch      | Roy Orbison – Pretty Woman                                           | Charles & Eddie – Would I Lie to You     | ausgeschieden | 5 (12,0 %)  |
|  | 02       | Mike Leon Grosch    | Richard Sanderson – Reality                                          | Elvis Presley – In the Ghetto            | weiter        | 3 (17,1 %)  |
|  | 03       | Nevio Passaro       | Xavier Naidoo feat. RZA – Ich kenne nichts (das so schön ist wie du) | Elton John – Candle in the Wind          | weiter        | 2 (27,0 %)  |
|  | 04       | Vanessa Jean Dedmon | Whitney Houston – I Wanna Dance with Somebody (Who Loves Me)         | Mariah Carey – Without You               | weiter        | 4 (15,6 %)  |
|  | 05       | Tobias Regner       | HIM – Join Me (in Death)                                             | Aerosmith – I Don’t Want to Miss a Thing | weiter        | 1 (28,3 %)  |

### Siebte Mottoshow
Die siebte Mottoshow fand am 25. Februar 2006 statt. Das Motto lautete Soul. Nevio Passaro hatte die wenigsten Zuschauerstimmen bekommen und schied aus.
|  | Startnr. | Name                | 1. Interpret, Lied             | 2. Interpret, Lied               | Bemerkung     | Platzierung |
|  | -------- | ------------------- | ------------------------------ | -------------------------------- | ------------- | ----------- |
|  | 01       | Nevio Passaro       | R. Kelly – I Believe I Can Fly | Bill Withers – Ain’t No Sunshine | ausgeschieden | 4 (19,8 %)  |
|  | 02       | Vanessa Jean Dedmon | Oleta Adams – Get Here         | Alicia Keys – Fallin’            | weiter        | 3 (19,9 %)  |
|  | 03       | Tobias Regner       | Bill Withers – Lovely Day      | The Commodores – Easy            | weiter        | 2 (28,9 %)  |
|  | 04       | Mike Leon Grosch    | Seal – Kiss From a Rose        | Lionel Richie – All Night Long   | weiter        | 1 (30,3 %)  |

### Halbfinale
Mike Leon Grosch, Vanessa Jean Dedmon und Tobias Regner kämpften am 11. März 2006 um die beiden Tickets ins Finale. Erstmals in dieser Staffel sang jeder Kandidat drei Songs. Das Motto des Halbfinales lautete Kuschelrock. Den dritten Song widmete jeder Kandidat einer bestimmten Person.
Am Ende des Abends wurden Mike Leon Grosch und Tobias Regner von den Zuschauern ins Finale gewählt. Vanessa Jean Dedmon hatte nicht genug Anrufe und schied kurz vor dem Finale aus.
|  | Startnr. | Name                | 1. Interpret, Lied                 | 2. Interpret, Lied                     | 3. Interpret, Lied                | Bemerkung     | Platzierung |
|  | -------- | ------------------- | ---------------------------------- | -------------------------------------- | --------------------------------- | ------------- | ----------- |
|  | 01       | Mike Leon Grosch    | Barry Manilow – Mandy              | Phil Collins – Against All Odds        | Joe Cocker – You Are So Beautiful | weiter        | 2 (23,7 %)  |
|  | 02       | Vanessa Jean Dedmon | Christina Aguilera – I Turn to You | Whitney Houston – Greatest Love of All | Yvonne Catterfeld – Für dich      | ausgeschieden | 3 (17,1 %)  |
|  | 03       | Tobias Regner       | Nickelback – How You Remind Me     | 3 Doors Down – Here Without You        | Cat Stevens – Father and Son      | weiter        | 1 (59,2 %)  |

### Finale
Am 18. März kämpften Mike Leon Grosch und Tobias Regner um den Titel Superstar 2006. In der ersten Runde sangen die Kontrahenten ein Lied ihrer Wahl, danach einen Song, den sie bereits in einer Liveshow gesungen haben und in der dritten Runde sang jeder seinen Siegertitel.
Tobias Regner ist der Sieger der dritten Staffel und somit Superstar 2006.
Nach der Show moderierte Frauke Ludowig Explosiv Spezial – Die Nacht der Superstars.
|  | Startnr. | Name             | 1. Interpret, Lied       | 2. Interpret, Lied   | 3. Interpret, Lied                                                                                           | Bemerkung | Platzierung |
|  | -------- | ---------------- | ------------------------ | -------------------- | --- | --------- | ----------- |
|  | 01       | Mike Leon Grosch | Robbie Williams – Angels | Seal – Love’s Divine | Don’t Let It Get You Down (Finalkomposition, geschrieben von Sean Conlon, Michelle Leonard und Kiko Masbaum) | 2. Platz  | 2 (45,4 %)  |
|  | 02       | Tobias Regner    | U2 – Beautiful Day       | Prince – Purple Rain | I Still Burn (Finalkomposition, geschrieben von Jess Cates und Peter Wright)                                 | Sieger    | 1 (54,6 %)  |